# Altach
Altach est une commune autrichienne, située dans le Vorarlberg, dans le district de Feldkirch.

## Démographie
| 1971  | 1981  | 1991  | 2001  |
| ----- | ----- | ----- | ----- |
| 3 977 | 4 430 | 4 911 | 5 704 |

## Sport
- Football : SC Rheindorf Altach (Championnat d'Autriche de D1).